# Jean François Donvé
Pour l’article homonyme, voir Louis-Désiré-Joseph Donvé.
Jean François Donvé, né à Saint-Amand-les-Eaux en 1736 et mort à Lille le 15 février 1799, est un peintre français.

## Biographie
Jean François Donvé a d'abord pour maître Louis Joseph Watteau, professeur à l'Académie de Lille. Il est ensuite l'élève puis l'ami de Jean-Baptiste Greuze. Il parvint à imiter si bien la manière de peindre de ce dernier, notamment les portraits de femmes, que certains de ses tableaux se sont vendus sous le nom de Greuze.